# Anthracène
L'anthracène ou anthraxène est un composé chimique de formule C14H10 synthétisé pour la première fois par Richard Anschütz. C'est un hydrocarbure aromatique polycyclique composé de trois noyaux benzèniques (benzène) fusionnés en alignement. On l'obtient à partir du goudron. Il est utilisé pour la production industrielle d'alizarine, un pigment rouge naturel d'origine végétale, ainsi que dans les conservateurs pour le bois, des insecticides et des revêtements de surface.

## Propriétés physico-chimiques
L'anthracène est incolore, mais présente une fluorescence bleue à 400 et 440 nm lorsqu'il est soumis aux ultraviolets, lesquels peuvent également provoquer sa photodimérisation :

Photodimérisation de l'anthracène.

Il est utilisé comme scintillateur dans la détection de particules de haute énergie telles que photons, électrons et particules α. C'est également un semi-conducteur organique.

## Production et synthèse
L'anthracène est extrait du goudron minéral par une suite d'opérations :
- une première distillation concentre l'hydrocarbure dans une fraction particulière avec une concentration d'environ 7 % ;
- une étape de centrifugation permet une seconde concentration jusqu'à 20-35 % ;
- une série de cristallisations dans des solvants spécifiques tels la pyridine, l'acétone, l'acétophénone ou le diméthylacétamide permet d'atteindre une pureté de 95 %[14].

Contrairement aux autres HAP, l'anthracène ne serait pas cancérogène, mais est néanmoins considéré comme une substance à risque.

## Toxicologie, écotoxicologie
Selon une étude faite sur Daphnia pulex (espèce fréquemment utilisée pour les tests de toxicité), le caractère toxique de l’anthracène peut être synergiquement exacerbé par les UV solaires ou la lumière du soleil